# 1st DATE
『1st DATE』（ファースト デイト）は、D☆DATEの1枚目のアルバム。2012年4月25日にNAYUTAWAVE RECORDSから発売された。
初回限定盤と通常盤の2種（CDの収録内容に違いはない）で発売。デビューシングル「あと1cmのミライ」から5thシングル「JOKER」までのシングルA面を全曲収録。既発表曲のうち「Ordinary」と「See you later…Good night」の2曲がアルバム未収録となった。
新曲2曲を収録。「CATCH A TRAIN!」は、KARAなどを手がける韓国の作家による楽曲で、「Blue Dahlia! -テニハイラナイキミ-」も同様に韓国の作家による楽曲である。
D☆DATEは2012年10月にエイベックスへのレーベル移籍を発表し、本作がNAYUTAWAVE RECORDSから発売された最後のCD作品となった。

## 収録曲
1. JOKER [3:54]
  - 作詞：Kanata Nakamura / 作曲：JIN / 編曲：JIN、nishi-ken

5thシングル表題曲。
2. CATCH A TRAIN! [3:26]
  - 作詞・作曲：Han Jae Ho、Kim Seung Soo、Song Soo Yoon / 編曲：Han Jae Ho、Kim Seung Soo、Hong Seoug Hyun / 日本語詞：Kahiro Suzuki

新曲。テレビ東京『D×TOWN』テーマソング。
3. Love Heaven [3:48]
  - 作詞：Hirofumi Araki / 作曲：Lee Song Ho、Lee Jin Sung / 編曲：Lee Song Ho、Seo Yong Bae

4thシングル表題曲。
4. DAY BY DAY [4:40]
  - 作詞：MIZUE / 作曲：Hiroo Yamaguchi / 編曲：Yasuaki Maejima

3rdシングル表題曲。
5. All For One [3:53]
  - 作詞・作曲・編曲：多保孝一

3rdシングルカップリング（通常盤）。
6. Dear My Story 〜僕達の勇気〜 [3:50]
  - 作詞・作曲・編曲：藤末樹

2ndシングルカップリング。
7. ずっと… [5:55]
  - 作詞：Hirofumi Araki / 作曲・編曲：Daisuke Kahara

4thシングルカップリング（初回盤）。
8. 応援歌 [4:14]
  - 作詞：D☆DATE / 作曲・編曲：斎藤悠弥

1stシングルカップリング（初回盤）。
9. 想い（D☆DATE Version） [4:44]
  - 作詞:瀬戸康史、中村優一 / 編曲：Funta7

1stシングルカップリング（通常盤）。
10. Blue Dahlia! -テニハイラナイキミ- [3:22]
  - 作詞：MIZUE / ラップ詞：Hirofumi Araki / 作曲：Lee Song Ho、Im Sang Hyuck、Seo Jae Woo / 編曲：Seo Jae Woo

新曲。
11. Your Magic [4:22]
  - 作詞：Kiyohito Komatsu / 作曲：REO、SHIKATA / 編曲：REO

5thシングルカップリング（通常盤）。
12. CHANGE my LIFE [4:05]
  - 作詞：Shino / 作曲・編曲：cell no.9

2ndシングル表題曲。
13. Hello Hello [3:48]
  - 作詞：Hiroo Yamaguchi、Gaku Atane / 作曲：Hiroo Yamaguchi / 編曲：Daisuke Kahara

3rdシングルカップリング（初回盤）。
14. あと1cmのミライ [4:08]
  - 作詞：D☆DATE / 作曲・編曲：Shinya Saito　

1stシングル表題曲。

## DVD
（初回限定盤のみ）
- "MUSIC ON! TV" DOCUMENTARY MOVIE

2012年1月〜3月にMUSIC ON! TVにて放送された番組『密着D☆DATE』の特別編集映像。